# Lucio Tasca
Graf Lucio Mastrogiovanni Tasca D’Almerita (* 9. Januar 1940 in Palermo; † 25. Juli 2022 ebenda) war ein italienischer Vielseitigkeitsreiter und Winzer.

## Leben
Lucio Tasca wurde 1940 in Palermo als Sohn einer Winzerfamilie geboren. Er besuchte ein Gymnasium in der Schweizer Stadt Lausanne und absolvierte später ein Studium der Wirtschaftswissenschaften an der Universität Palermo.
Bei den Olympischen Sommerspielen 1960 in Rom belegte er im Vielseitigkeitsreiten-Einzel den 12. Platz und wurde im Mannschaftswettkampf zusammen mit Lodovico Nava und Giovanni Grignolo Fünfter.
Ein Jahr später widmete er sich der Weiterentwicklung des Familiengutes Regaleali. Im Laufe der Zeit wuchs dieses und so erwarb er die Weingüter Capofaro auf Salina, Tascante am Ätna, Whitaker auf Mozia sowie Sallier de La Tour in Monreale.
Lucio Tasca war einer der ersten Winzer Siziliens, der an das Potenzial der Region für die Produktion von gutem Wein glaubte und sich mit seinem Wein auf den Tourismus fokussierte.